# Juan Cámara
Juan del Carmen Cámara Mesa (* 13. Februar 1994 in Jaén) ist ein spanischer Fußballspieler.

## Vereinskarriere
Cámara startete seine Karriere bei der Jugendabteilung von FC Villarreal und durchlief dort die verschiedenen Jugendmannschaften bis 2011. In der Saison 2011/12 gehörte er dem Kader von der dritten Mannschaft von Villarreal, dem FC Villarreal C an, und er absolvierte insgesamt 34 Spiele und acht Tore.
Sein richtiges Profidebüt durfte Cámara aber gemeinsam mit seinem Debüt für FC Villarreal B bei der 0:1-Niederlage im letzten Saisonspiel der Saison 2011/12 gegen Deportivo La Coruña geben. Nach 70 Ligaspielen und 15 Ligatoren in der Segunda División und in der Segunda División verabschiedete er sich von Villarreal und wechselte zum FC Barcelona.
Am 3. Juli 2014 wurde der Wechsel von Cámara zum FC Barcelona vollzogen, wo er bei der zweiten Mannschaft, den FC Barcelona B zum Einsatz kommt. Sein Debüt für den FC Barcelona B durfte er am 30. August 2014 beim 3:1-Sieg gegen CE Sabadell feiern. In seinem vierten Spiel für Barcelona, den 3:3-Unentschieden gegen RCD Mallorca am 28. September 2014, konnte er sein erstes Tor bejubeln, als er zum zwischenzeitlichen 2:1 traf.
Am 9. Dezember 2015 debütierte Cámara in der UEFA Champions League, als er beim 1:1-Unentschieden gegen Bayer 04 Leverkusen am letzten Spieltag der Gruppenphase in der 74. Spielminute für Jordi Alba eingewechselt wurde.
Ende August 2016 wurde er an den FC Girona ausgeliehen.

## Erfolge
FC Barcelona
- Spanischer Pokalsieger: 2016

CS Universitatea Craiova
- Rumänischer Pokalsieger: 2021